# Mount Vernon (Arkansas)
Mount Vernon es un pueblo ubicado en el condado de Faulkner en el estado estadounidense de Arkansas. En el Censo de 2010 tenía una población de 145 habitantes y una densidad poblacional de 55,6 personas por km².

## Geografía
Mount Vernon se encuentra ubicado en las coordenadas 35°13′25″N 92°7′27″O / 35.22361, -92.12417. Según la Oficina del Censo de los Estados Unidos, Mount Vernon tiene una superficie total de 2.61 km², de la cual 2.61 km² corresponden a tierra firme y (0%) 0 km² es agua.

## Demografía
Según el censo de 2010, había 145 personas residiendo en Mount Vernon. La densidad de población era de 55,6 hab./km². De los 145 habitantes, Mount Vernon estaba compuesto por el 94.48% blancos, el 0% eran afroamericanos, el 0.69% eran amerindios, el 0.69% eran asiáticos, el 0% eran isleños del Pacífico, el 0% eran de otras razas y el 4.14% pertenecían a dos o más razas. Del total de la población el 0% eran hispanos o latinos de cualquier raza.